# إيفيلين دي مورغان
إيفيلين دي مورغان (بالإنجليزية: Evelyn De Morgan)‏ وهي رسامة رفائيلية إنجليزية ولدت في يوم 30 أغسطس 1855 وتوفيت في 2 مايو 1919.

## روابط خارجية
- إيفيلين دي مورغان على موقع ميوزك برينز (الإنجليزية)
- إيفيلين دي مورغان على موقع إن إن دي بي (الإنجليزية)
- إيفيلين دي مورغان على موقع ديسكوغز (الإنجليزية)